# 成都教育
成都是中国西南地区的教育中心，全市教育水平位居中国内地前列。截止2003年，全市共有大专学校63所，在校学生42万人。全市中小学校（含职业中学）共1148所，在校学生142.1万人，学龄儿童入学率在99.9%以上，初中升学率83%，高等教育毛入学率37.4%。全市幼儿园1760所，在园幼儿25.7万人。同时成都还积极改善外来务工人员的教育条件，兴办了6所外来务工农民子女学校，各类学校共招收民工子女5万多人。
成都拥有多所知名高校，其中四川大学、电子科技大学、西南财经大学、西南交通大学是教育部直属的重点高校。四川大学、电子科技大学同时也是“双一流”计划重点建设的42所高校之一。成都全市拥有11所国家级示范性普通高中、26所省级示范性普通高中、32所市级示范性普通高中。石室中学（原四中）、成都七中、树德中学（原九中）并称“四七九”是成都最知名的公立中学。